# Militsa Mircheva
Militsa Mircheva (24 de mayo de 1994) es una deportista de Bulgaria que compite en atletismo. Ganó una medalla de plata en el Campeonato Europeo de Atletismo por Equipos de 2019, en la prueba de 3000 m.